# Anastelgis brasiliensis
Anastelgis brasiliensis är en stekelart som först beskrevs av Günther Enderlein 1919.  Anastelgis brasiliensis ingår i släktet Anastelgis och familjen brokparasitsteklar. Inga underarter finns listade i Catalogue of Life.